# Háromszínű guvat
A háromszínű guvat (Rallina tricolor) a madarak osztályának darualakúak (Gruiformes) rendjébe és a guvatfélék (Rallidae) családjába tartozó faj.

## Rendszerezése
A fajt George Robert Gray brit zoológus írta le 1858-ban.

## Előfordulása
Indonézia, Pápua Új-Guinea területén és Ausztrália északi részén honos. Természetes élőhelyei a szubtrópusi vagy trópusi síkvidéki és hegyi esőerdők, mocsarak és lápok közelében. Állandó, nem vonuló faj.

## Megjelenése
Testhossza 30 centiméter, szárnyfesztávolsága 37-45 centiméter, testtömege 169-231 gramm.

## Természetvédelmi helyzete
Az elterjedési területe nagyon nagy, egyedszáma ismeretlen. A Természetvédelmi Világszövetség Vörös listáján nem fenyegetett fajként szerepel.